# Soledad (álbum)
Soledad es el cuarto disco de estudio de la cantante Soledad Pastorutti, lanzado el 19 de octubre de 2000. Producido por Gerardo Gardelín, fue grabado en septiembre del mismo año, luego de que "La Sole" se presentara 4 noches en el Festival Folclórico de Martigues, Francia, donde fue declarada revelación. 

## Lista de canciones
| Soledad |                                                         |                                       |          |  |
| N.º     | Título                                                  | Escritor(es)                          | Duración |  |
| 1.      | «Propiedad privada»                                     | Julio Jaramillo                       | 2:25     |  |
| 2.      | «De mi pueblo»                                          | Ramón Ortega-Soledad Pastorutti       | 2:21     |  |
| 3.      | «De mi madre» (A dúo con Natalia Pastorutti)            | José Ignacio Rodríguez                | 4:04     |  |
| 4.      | «Amutuy-Soledad»                                        | Marcelo Berbel-María Teresa Berbel    | 4:00     |  |
| 5.      | «El que toca nunca baila»                               | Eleodoro Horacio Aguirre-Hugo Alarcón | 2:40     |  |
| 6.      | «Cantaré»                                               | Gabriel Ogando                        | 3:27     |  |
| 7.      | «Chacarera del cardenal» (A dúo con Natalia Pastorutti) | Ricardo Gómez Oroña                   | 3:17     |  |
| 8.      | «Luna cautiva»                                          | José Ignacio Rodríguez                | 3:31     |  |
| 9.      | «Carta a un amigo»                                      | Horacio Guaraní-Albérico Mansilla     | 3:26     |  |
| 10.     | «José Antonio»                                          | Chabuca Granda-Oscar Rovira           | 3:31     |  |
| 11.     | «Cuando llora mi guitarra»                              | Augusto Polo Campos                   | 2:56     |  |
| 12.     | «Garza viajera»                                         | Aníbal Sampayo                        | 3:21     |  |
| 13.     | «Si queremos» (A dúo con Natalia Pastorutti)            | Patricio Manns                        |          |  |
| 42:06   |                                                         |                                       |          |  |